# Kvarsittning
Kvarsittning är en bestraffningsmetod som främst används i skolor. Den innebär att eleven som missköter sig blir tvungen att stanna kvar i skolan (vanligen klassrummet) då han eller hon inte har lektion. Kvarsittning förekommer i flera länder, exempelvis USA, Storbritannien, Finland och Sverige.

## Kvarsittning i Sverige
År 2002 kom ett lagförslag på att slopa kvarsittningen i Sveriges skolor. Men sedan Jan Björklund tillträdde som skol- och utbildningsminister 2006 har skollagen istället skärpts kring disciplinära åtgärder.
I svenska skollagen (2010:800) står att lärare eller rektor i grundskolan, grundsärskolan, specialskolan, sameskolan, gymnasieskolan eller gymnasiesärskolan får besluta att en elev ska stanna kvar i skolan under uppsikt, högst en timme efter att skoldagens undervisning har avslutats eller högst en timme innan undervisningen börjar. Kvarsittning får utdelas om eleven stör undervisningen eller på annat sätt uppträder olämpligt, och eleven inte har ändrat sitt uppförande efter uppmaning från läraren.